# Chronologie de Mulhouse

Les armes de Mulhouse représentent la Roue de Mulhouse. C'est en fait la roue d'un moulin à eau, la ville ayant été fondée, d'après la légende, autour d'un moulin à eau. Elles se blasonnent ainsi : « D'argent à une roue à huit aubes de gueules ».

Voici une chronologie de l'histoire de la ville de Mulhouse, en France. 

## Avant leXXesiècle
- 1273 : Mulhouse devient une ville libre impériale du Saint Empire romain germanique et reçoit des privilèges de Rodolphe de Habsbourg[1].
- 1466 : Mulhouse « forme une alliance avec les Suisses »[2].
- 1515 : la République de Mulhouse est alliée de la Confédération suisse.
- 1528 : Réforme protestante.
- 1553 : Reconstruction de l'hôtel de ville de Mulhouse[3].
- 1746 : Début de la fabrication du coton[4].
- 1798 : Mulhouse est rattachée à la France par un traité.
- 1800 : Population : 6,018[5].
- 1801 : Mulhouse fait partie du département du Haut-Rhin.
- 1826 : Création de la Société industrielle de Mulhouse[6].
- 1830 : Construction du canal du Rhône au Rhin.
- 1836 : Population : 16,932.
- 1839 : Ouverture de la gare de Mulhouse-Ville.
- 1849 : Construction de la synagogue de Mulhouse[7].
- 1853 : Développement de la Cité ouvrière.
- 1856 : Population : 45,981.
- 1857
  - Mise en service du chemin de fer Paris-Mulhouse.
  - Création du musée de dessin industriel[8].

- 1858 : Création du musée historique de Mulhouse.
- 1859 : Fondation du temple Saint-Étienne.
- 1861 : Création du canton de Mulhouse-Nord et du canton de Mulhouse-Sud.
- 1864 : Création du musée des beaux-arts de Mulhouse.
- 1866 : Population : 58,773[9].
- 1867 : Construction du Théâtre de la Sinne.
- 1868 : Création du parc zoologique et botanique de Mulhouse.
- 1871 : Mulhouse fait partie de l'Empire allemand.
- 1880 : Population : 68,140[9].
- 1882 : Mise en service du tramway de Mulhouse.

## XXesiècle
- 1906 : Population : 94 498 habitants.
- 1914
  - 7-10 août : Bataille de Mulhouse ; victoire des forces allemandes.
  - 19 août : Bataille de Dornach.
  - Dornach devient une partie de Mulhouse.
- 1919 : Mulhouse redevient une partie de la France[10].
- 1923 : Création de la Société d'histoire de Mulhouse.
- 1925 : Construction des bains municipaux de Mulhouse[11].
- 1932 : Construction de la gare de Mulhouse.
- 1940 : Juin : Début de l'occupation allemande de la ville.
- 1944 : novembre : Fin de l'occupation allemande de la ville[12].
- 1947 : Bourtzwiller fait partie de Mulhouse.
- 1955 : Mise en service du musée de l'impression sur étoffes.
- 1958 : Création du canton de Mulhouse-Est et du canton de Mulhouse-Ouest.
- 1959 : Le Tour de France 1959 cycliste part de Mulhouse.
- 1962 : Population : 108,995.
- 1971
  - Le Tour de France 1971 cycliste part de Mulhouse.
  - Création du musée français du chemin de fer.
- 1972 : Création de l'Opéra national du Rhin
- 1978 : Création de la cité de l'Automobile.
- 1986 : Création de la bibliothèque de l'université et de la Société industrielle de Mulhouse.
- 1989 : Jean-Marie Bockel devient maire.
- 1992 : Ouverture du musée EDF Electropolis.
- 1999 : Ouverture du Kinepolis Mulhouse (cinéma).

## XXIesiècle
- 2006 : Mise en service du tramway de Mulhouse.
- 2009 : Création de Mulhouse Alsace Agglomération (collectivité territoriale).
- 2010
  - Mise en service du tram-train Mulhouse Vallée de la Thur.
  - Jean Rottner devient maire.
- 2013 : Population : 112,063.
- 2015 : Création des cantons 1, 2 et 3.
- 2016 : Mulhouse fait partie de la région Grand Est.